# Joseph Dewulf (politicus)
Joseph Dewulf (? - september 2007) was een Belgische politicus. Hij was burgemeester van Houtave.
Dewulf was actief in de gemeentepolitiek in Houtave en werd er in 1959 schepen. Hij bleef er ook na de volgende verkiezingen schepen, tot hij in 1971 burgemeester werd. Hij bleef dit tot aan de gemeentelijke fusie van 1977, toen Houtave een deelgemeente van Zuienkerke werd. Dewulf was zo de laatste burgemeester van Houtave. In Zuienkerke zou zijn zoon Paul Dewulf later gemeenteraadslid worden en zijn kleindochter Annelies Dewulf eveneens burgemeester.